# Supermodel (You Better Work)
"Supermodel (You Better Work)" é uma canção da cantora e drag queen norte-americana RuPaul, lançada em 1992 como terceiro single (mas o primeiro single da grande gravadora) de seu álbum, Supermodel of the World. Nos Estados Unidos, a canção alcançou o pico na Billboard Hot 100 em número 45 e na parada Hot Dance Club Play em número 2. Vendeu quase 500.000 cópias lá. Não foi apenas um sucesso nos EUA, alcançou a quarta posição na parada canadense RPM Dance/Urban Singles e a posição 39 na UK Singles Chart.
O videoclipe para a música, apresentando RuPaul em vários trajes circulando pela cidade, tornou-se um grampo na MTV. O cantor Kurt Cobain, do Nirvana, citou a música como uma de suas favoritas de 1993, e os dois foram fotografados juntos no MTV Video Music Awards daquele ano. Em 2017, o BuzzFeed listou a música em 42º lugar em sua lista das 101 melhores canções de dance dos anos 90. E em 2018, a Pitchfork Media o incluiu em sua lista de 50 músicas que definem os últimos 50 anos de orgulho LGBTQ+.

## Recepção de críticas
Alex Henderson, do AllMusic, observou: "Quando ele começa a tocar "Supermodel (You Better Work)" e outras joias da pista de dança abertamente influenciadas pelos anos 70, RuPaul mostra-se um belter suado e emocional que projeta muito mais alma e honestidade emoção do que a maioria dos artistas pré-fabricados que dominaram o rádio urbano-contemporâneo dos anos 90. Larry Flick, da Billboard, escreveu: "O clube de Nova York e a personalidade drag retornam ao mundo das gravações com um girador festivo que visa prolongar a vida do fenômeno voguing. RuPaul se agita como uma diva experiente sobre sintetizadores espumosos e NRG-etic batidas caseiras".
O escritor musical James Masterton escreveu em seu comentário semanal nas paradas do Reino Unido, "Um tributo dance/pop banal ao mundo das supermodelos cantadas pela grande Rupaul, extraordinária drag queen". Mark Frith de Smash Hits deu quatro de cinco, acrescentando, "É uma grande brincadeira de dança hi-NRG que celebra o mundo da supermodelo da mais super de todas as modelos. Maravilhoso".

## Videoclipe
O videoclipe de "Supermodel (You Better Work)" foi dirigido por Randy Barbato. O videoclipe estreou em 1993 na MTV e foi um sucesso inesperado, já que o grunge (como o Nirvana) e o rap eram populares na época. Conta a história de uma garotinha negra (interpretada por RuPaul) nos projetos Brewster de Detroit, Michigan, que é vista por um caçador de talentos da "Feira da Moda de Ebony" que se torna uma modelo de sucesso e recebe o título de Supermodelo de o mundo. A música apresenta LaWanda Page que tem várias falas na música, mas não aparece no videoclipe, apesar de aparecer em outros videoclipes RuPaul. O videoclipe é uma homenagem à infância de RuPaul e sua carreira na comunidade gay e na cultura tradicional. A frase "Supermodel You Better Work" foi cunhada pela RuPaul nos anos 90. Foi nomeado para Melhor Vídeo de Dance no MTV Video Music Awards de 1993 e ganhou um prêmio na categoria de Melhor Vídeo de Música no WMC International Dance Music Awards de 1993.
O videoclipe de "Supermodel (You Better Work)" foi publicado no YouTube em setembro de 2018. Ele acumulou mais de 3,8 milhões de visualizações em setembro de 2021.